# Schlacht am Tschuwaschenkap
Die Schlacht am Tschuwaschenkap (russisch Бой на Чувашевом мысу) war die entscheidende Schlacht zwischen den russischen Kosaken unter der Führung von Jermak Timofejewitsch und dem Heer des Khanats Sibir am 26. Oktober 1582. Sie endete mit dem Sieg der Kosaken, die anschließend die sibirische Hauptstadt Qaschliq einnahmen.

## Vorgeschichte
Die reiche Kaufmannsfamilie Stroganow besaß zahlreiche Ländereien im Gebiet Perm am Uralgebirge, wo sie Salzabbau betrieb. Sie hatte vom Zaren Iwan dem Schrecklichen den Auftrag, dieses Gebiet dichter zu besiedeln und durfte eigene Truppen zum Schutz ihres Gebiets aufstellen, das immer wieder von sibirischen Tataren überfallen wurde. Die Stroganows luden die Donkosaken unter Jermak Timofejewitsch zu sich ein, die zuvor im Livländischen Krieg gekämpft hatten. Sie statteten den Verband Jermaks mit Gewehren, Kanonen, Rüstungen und Proviant aus. Dieser begann am 1. September 1582 seinen Feldzug nach Osten über das Uralgebirge gegen das Khanat Sibir. Traditionell nutzten die Kosaken mit ihren Schiffen die Flüsse als Wege, in diesem Fall die Flüsse Tura und Tobol.
Da sich Kütschüm Khan auf die teilweise ziemlich alten Befestigungen seiner Hauptstadt nicht verlassen konnte, entschied er sich für eine Feldschlacht. Dazu nahm er eine Position am Hügel namens Tschuwaschenkap ein und vertraute der großen zahlenmäßigen Überlegenheit seines Heeres.

## Schlacht

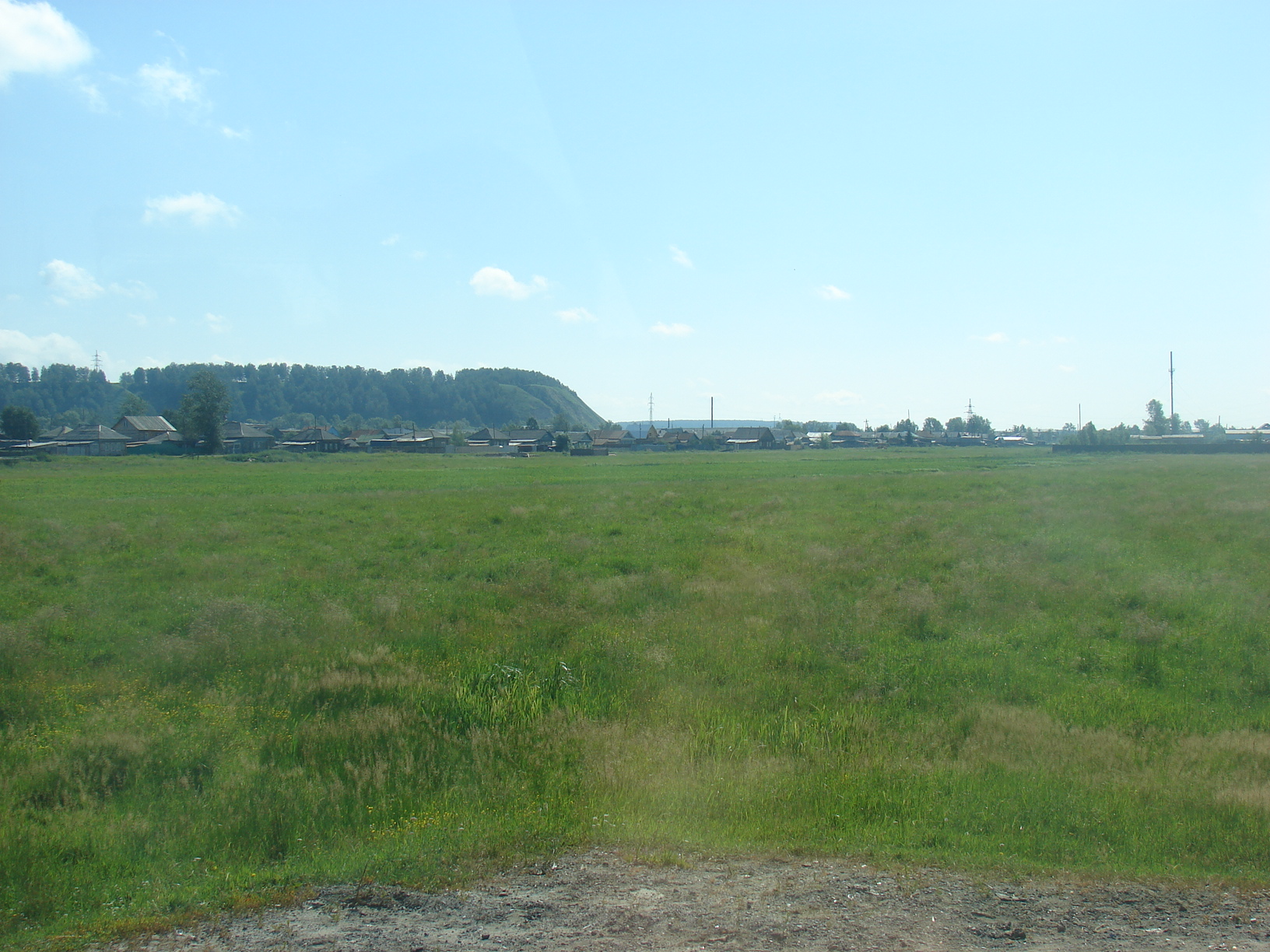
Der Tschuwaschenkap heute

Die Kosaken näherten sich mit Schiffen dem Ufer, beschossen die Sibirier und gingen an Land. Sie bildeten Quadratenformationen, die sie zuvor im Livländischen Krieg erlernt haben. Ihre Gewehrsalven jagten den Sibiriern große Angst ein. Die Chanten und die Mansen, als Vertreter der von Kütschüm Khan unterdrückten Völkerschaften, verließen schon bald die Schlacht. Trotz der Panik in den vorderen Reihen setzten die sibirischen Tataren ihre Angriffe fort. Sie wurden nach und nach mit großen Verlusten für die Tataren abgewehrt. Als Mametkul, der Sohn Kütschüm Khans, die tatarischen Reiter in die Schlacht führte, wurde er von einer Kugel getroffen, fiel aus dem Sattel und wurde beinahe gefangen genommen. Die Verwundung Mametkuls zerstörte endgültig die Kampfmoral der Tataren, es begann eine panische Flucht.

## Auswirkungen der Schlacht
Die Kosaken verfolgten die Tataren nicht, da sie Hinterhalte befürchteten. In den nächsten Tagen wurde jedoch klar, dass sich das sibirische Heer völlig auflöste. Kütschüm Khan floh in die Steppe, während die von ihm unterdrückten Völkerschaften ihre Dienste den Kosaken anboten. Diese zogen bald darauf in Qaschliq ein, das Khanat Sibir zerfiel. Jermak schickte Gesandte mit zahlreichen Pelzen und erbeuteten Reichtümern nach Moskau und unterstellte die eroberten Gebiete dem Zaren. Dieser schickte ein Strelizen-Regiment zur Verstärkung der Kosaken. Der Sieg Jermaks öffnete den Weg für die anschließende Eroberung und Erschließung von ganz Sibirien durch die Russen.